# طمتشي (مقاطعة فامنين)
طمتشي (بالفارسية: طمچی) هي قرية تقع في قسم مفتح الريفي (مقاطعة فامنين) في إيران. يقدر عدد سكانها بـ 272 نسمة بحسب إحصاء 2016.